# Jordan Weal
Jordan Weal, född 15 april 1992 i North Vancouver, är en kanadensisk professionell ishockeyspelare som spelar för Montreal Canadiens i NHL.
Han har tidigare spelat på NHL-nivå för Arizona Coyotes, Philadelphia Flyers och Los Angeles Kings och på lägre nivåer för Lehigh Valley Phantoms och Manchester Monarchs i AHL och Regina Pats i WHL.

## Spelarkarriär

### NHL

#### Los Angeles Kings
Weal draftades i tredje rundan i 2010 års draft av Los Angeles Kings som 70:e spelare totalt. 
Han spelade bara 10 matcher för Kings och gick poänglös säsongen 2015–16.

#### Philadelphia Flyers
Den 6 januari 2016 tradades han till Philadelphia Flyers tillsammans med ett draftval i tredje rundan 2016 (som sedermera blev Carsen Twarynski, som aldrig spelade i NHL), i utbyte mot Luke Schenn och Vincent Lecavalier.
Weal spelade 124 matcher för Flyers och gjorde 42 poäng mellan 2016 och 2019.

#### Arizona Coyotes
Han tradades till Arizona Coyotes den 11 januari 2019 i utbyte mot Jacob Graves och ett draftval i sjätte rundan 2019.

#### Montreal Canadiens
Den 25 februari 2019 tradades han till Montreal Canadiens i utbyte mot Michael Chaput.

## Statistik
| 2007–2008  | Vancouver NW Giants    | BC MML     | 40  | 39  | 61  | 100 | 44  | 2  | 0  | 2  | 2  | 2  |
|            | Regina Pats            | WHL        | 3   | 0   | 1   | 1   | 0   | 4  | 0  | 0  | 0  | 0  |
| 2008–2009  | Regina Pats            | WHL        | 65  | 16  | 54  | 70  | 26  | —  | —  | —  | —  | —  |
| 2009–2010  | Regina Pats            | WHL        | 72  | 35  | 67  | 102 | 54  | —  | —  | —  | —  | —  |
| 2010–2011  | Regina Pats            | WHL        | 72  | 43  | 53  | 96  | 70  | —  | —  | —  | —  | —  |
|            | Manchester Monarchs    | AHL        | 7   | 0   | 1   | 1   | 0   | —  | —  | —  | —  | —  |
| 2011–2012  | Regina Pats            | WHL        | 70  | 41  | 75  | 116 | 36  | 5  | 1  | 4  | 5  | 0  |
|            | Manchester Monarchs    | AHL        | 2   | 0   | 0   | 0   | 0   | —  | —  | —  | —  | —  |
| 2012–2013  | Manchester Monarchs    | AHL        | 63  | 15  | 18  | 33  | 38  | 4  | 0  | 2  | 2  | 4  |
| 2013–2014  | Manchester Monarchs    | AHL        | 76  | 23  | 47  | 70  | 42  | 4  | 0  | 3  | 3  | 2  |
| 2014–2015  | Manchester Monarchs    | AHL        | 73  | 20  | 49  | 69  | 56  | 19 | 10 | 12 | 22 | 16 |
| 2015–2016  | Los Angeles Kings      | NHL        | 10  | 0   | 0   | 0   | 2   | —  | —  | —  | —  | —  |
|            | Philadelphia Flyers    | NHL        | 4   | 0   | 0   | 0   | 0   | —  | —  | —  | —  | —  |
| 2016–2017  | Philadelphia Flyers    | NHL        | 23  | 8   | 4   | 12  | 10  | —  | —  | —  | —  | —  |
|            | Lehigh Valley Phantoms | AHL        | 43  | 15  | 32  | 47  | 30  | —  | —  | —  | —  | —  |
| 2017–2018  | Philadelphia Flyers    | NHL        | 69  | 8   | 13  | 21  | 12  | 1  | 0  | 0  | 0  | 0  |
| 2018–2019  | Philadelphia Flyers    | NHL        | 28  | 3   | 6   | 9   | 16  | —  | —  | —  | —  | —  |
|            | Arizona Coyotes        | NHL        | 19  | 1   | 1   | 2   | 0   | —  | —  | —  | —  | —  |
|            | Montreal Canadiens     | NHL        | —   | —   | —   | —   | —   | —  | —  | —  | —  | —  |
| NHL totalt | NHL totalt             | NHL totalt | 153 | 20  | 24  | 44  | 40  | 1  | 0  | 0  | 0  | 0  |
| AHL totalt | AHL totalt             | AHL totalt | 264 | 73  | 147 | 220 | 166 | 27 | 10 | 17 | 27 | 22 |
| WHL totalt | WHL totalt             | WHL totalt | 282 | 135 | 250 | 385 | 186 | 9  | 1  | 4  | 5  | 0  |